# So Foot
So Foot est un magazine français de football lancé en 2002 par Franck Annese, Guillaume Bonamy et Sylvain Hervé. Il est édité par la société indépendante So Press, fondée par trois anciens élèves de l'ESSEC : Franck Annese, Guillaume Bonamy et Sylvain Hervé.

## Historique
Le magazine est lancé en 2002 avec deux numéros-pilote, numérotés 0 et 0 bis. Il est édité par la société indépendante So Press, fondée par trois anciens de l'ESSEC : Franck Annese, Guillaume Bonamy et Sylvain Hervé. Le magazine donne la priorité aux histoires, racontées sous l'axe de « la règle des trois H : humour, humain, histoire ».
Le 28 mai 2024, Christophe Gleizes, collaborateur du magazine est arrêté à Tizi Ouzou en Algérie. En juin 2025, il est condamné à sept ans de prison ferme pour « apologie du terrorisme ». Cette condamnation intervient « au terme d’un contrôle judiciaire de 13 mois ». Ces accusations sont dues au fait que le journaliste avait eu des contacts, en 2015 et 2017, avec le responsable du club de football de Tizi Ouzou, également responsable du Mouvement pour l'autodétermination de la Kabylie (MAK), classé organisation terroriste par les autorités algériennes en 2021 selon l’ONG Reporters sans frontières (RSF).

## Tirage
Le premier numéro de So Foot en 2003 s'est vendu à 4 000 et 5 000 exemplaires. En décembre 2012, le tirage est de 100 000 exemplaires pour 45 000 numéros vendus, dont 10 000 abonnés.

## Polémique et transaction
Une interview de Lily Allen est publiée en mai 2009 mais l'artiste accuse le média de l’avoir inventée.
Une transaction intervient, au terme de laquelle, le 7 octobre 2010, So Foot accepte de dédommager Lily Allen pour son préjudice moral, reconnaissant que l'interview n'avait jamais été réalisée.